# Keselő-hegyi 11. sz. barlang
A Keselő-hegyi 11. sz. barlang Magyarország megkülönböztetetten védett barlangjai között van. A hegység harmadik legmélyebb barlangja a Keselő-hegyi-barlang és a Lengyel-barlang után. Az 55 m mély Nagy-akna nevű része a Dunántúli-középhegység legnagyobb egybefüggő barlangaknája. A Duna–Ipoly Nemzeti Parkban van.

## Leírás
A Nagy-Keselő-hegyen, egy kőbányában van a négyszög alakú, 1 m széles és 1 m magas bejárata, amelyet egy beton építmény véd. Felső triász dachsteini mészkőben keletkezett, de kőzetében a dolomit is megjelenik. A hasadék jellegű járatok vízszintes kiterjedése 46 m. A jellemzően függőleges kiterjedésű barlangban több szint különíthető el. A feltörő langyos és meleg vizek oldással tágították ki a tektonikus hasadékait, majd később a leszivárgó hideg vizek korróziója bővítette a barlangot.
Tulajdonképpen csak két aknából áll, a Kis-akna és a Nagy-akna nevű függőleges járatokból. Néhány cseppkő is kialakult benne. A Keselő-hegyi 11. sz. barlang, valamint a bejáratától 35 m-re, 20 m-rel alacsonyabban nyíló Keselő-hegyi-barlang összefügg. Ezt a kapcsolatot régen csak vízfolyásnyomok alapján sejtették, de később füstjelzéses vizsgálattal és üledékelemzéssel igazolták a két barlang összetartozását. Ha a két barlang között létrejönne az átjárhatóság, amelynek kicsi az esélye, akkor 135 m függőleges kiterjedésű barlangrendszer jönne létre.
A terület kiemelten fontos denevér élőhelye. Rendszeres téli szálláshelyként használja egy 20–30 egyedből álló kis patkósdenevér kolónia, de megfigyelték itt a nagy patkósdenevért, a közönséges denevért és a horgasszőrű denevért is. Érdekessége, hogy feltárulását követően gyorsan megtelepedtek benne a denevérek. Mélypontján kőzettörmelék akadályozza a továbbjutást. Kötéltechnikai eszközök alkalmazásával és a Duna–Ipoly Nemzeti Park Igazgatóság engedélyével látogatható a nittekkel ellátott barlang. A benne telelő denevérek védelme érdekében csak meghatározott időszakban járható be.
1987-ben volt először Keselő-hegyi 11. sz. barlangnak nevezve a barlang az irodalmában. Előfordul a barlang az irodalmában Keselő-hegyi 11.sz. barlang (Juhász 1990) és Keselő-hegy No. 11 Cave (Takácsné, Eszterhás, Juhász, Kraus 1989) neveken is.

## Kutatástörténet
1986. március 31-én fedezte fel a kőfejtés következtében feltárult barlang bejáratát a Vértes László Karszt- és Barlangkutató Csoport. A Kis-akna nevű részét ekkor kb. 40 m mélynek, a Nagy-akna nevű részét pedig kb. 70 m mélynek becsülték. A barlang nagyon omlásveszélyes bejáratát 1986-ban kiépítették és lezárták. A lezárást az OKTH Észak-dunántúli Felügyelőségének támogatta. Még ebben az évben sikerült bejárni majdnem teljes hosszúságában a ma is ismert járatrendszert. Az 1987. december 31-i állapot alapján Magyarország 45. legnagyobb függőleges kiterjedésű barlangja a 4610 barlangkataszteri egységben lévő, kb. 70 m függőleges kiterjedésű Keselő-hegyi 11. sz. barlang. Az összeállítás szerint az 1977. évi Karszt és Barlangban közölt mélységi listában a barlang nincs benne. A Karszt és Barlang 1989. évi különszámában publikált, angol nyelvű tanulmányhoz (The caves of Hungary) mellékelve megjelent egy olyan lista, amelyben Magyarország legmélyebb barlangjai vannak felsorolva. A felsorolás szerint a Gerecse hegységben fekvő, 70 m mély Keselő-hegyi 11. sz. barlang (Keselő-hegy No. 11 Cave) 1988-ban Magyarország 45. legmélyebb barlangja.
Az 1990. évi MKBT Műsorfüzetben lévő, Juhász Márton által közölt hír szerint az Észak-dunántúli Környezetvédelmi és Vízügyi Igazgatóság megbízása alapján a Gerecse Barlangkutató Egyesület látja el a gerecsei, lezárt Keselő-hegyi 11.sz. barlang gondozását. Túralehetőséget, igény, illetve szükség esetén túravezetést előzetes egyeztetés alapján biztosít az egyesület. Az 1994. évi Limesben publikált, Székely Kinga által írt dolgozatban az lett közölve, hogy a 4610/10 barlangkataszteri számú Keselő-hegyi 11.sz. barlang Bertalan Károly barlangleltárában nem szerepel. A Barlangtani Intézetben a barlangnak nincs kataszteri törzslapja, fényképe és irodalmi törzslapja, de térképe és kutatási törzslapja van. Az 1994. évi Limesben lévő, Visszapillantás a tatabányai barlangkutatás elmúlt 25 évére című tanulmányban az olvasható, hogy az 1986. év jelentős eredménye a kb. 150 m hosszú és 70 m mély Keselő-hegyi 11. sz. barlang 1986. március 31-i felfedezése. 1986 nyarán készült el a barlang nagyon omladékos bejáratának kiépítése és lezárása.
Az 1994. évi Limesben közölt, Denevérmegfigyelések a Gerecse-hegység barlangjaiban című publikációban az van írva, hogy a barlangban 1986 és 1993 között végzett 4 téli és 4 nyári ellenőrzés közül 2 téli és 3 nyári volt eredményes. 1986. augusztus 3-án 1 egyed határozatlan fajú denevér, 1988. január 23-án 8 egyed kis patkósdenevér, 1990. december 28-án 20 egyed kis patkósdenevér, 1991. szeptember 21-én 3 egyed nagy patkósdenevér és 2 egyed kis patkósdenevér, 1993. szeptember 16-án 6 egyed határozatlan fajú denevér volt megfigyelve benne. Fentieket és az itt túrázóktól kapott információkat figyelve a barlang jelentős állandó téli szálláshelynek és alkalmi nyári szálláshelynek tekinthető. Figyelemre méltó, hogy feltárása után nagyon rövid időn belül birtokba vették a barlangot a denevérek. A Gerecse e területrészén egyedülálló a nagy patkósdenevérek előfordulása.
A Tatabányai Barlangkutató Egyesület 1994-ben és 1995-ben, néhány rövid kürtő bejárásával növelte a barlang hosszát. 1994-ben mérték fel a barlangot a Tatabányai Barlangkutató Egyesület tagjai, majd a felmérés felhasználásával elkészítették a barlang hosszmetszet térképét, a Nagy-akna alaprajz térképét, a Nagy-akna alaprajz metszetét és a Kis-akna alaprajz térképét. 1998. május 14-től a környezetvédelmi és területfejlesztési miniszter 13/1998. (V. 6.) KTM rendelete szerint a Duna–Ipoly Nemzeti Park Igazgatóság illetékességi területén, a Gerecse hegységben található Keselő-hegyi 11. sz. barlang az igazgatóság engedélyével látogatható.
A 2003-ban kiadott, Magyarország fokozottan védett barlangjai című könyvben található, Egri Csaba és Nyerges Attila által készített mélységi lista szerint a Gerecse hegységben lévő és 4610-10 barlangkataszteri számú Keselő-hegyi 11.sz. barlang Magyarország 50. legmélyebb barlangja 2002-ben. A 2002-ben 69 m mély barlang 1987-ben kb. 70 m mély volt. A barlang alaprajz térképét és metszeti térképét 2003-ban szerkesztették meg az egyesület barlangkutatói. 2005. szeptember 1-től a környezetvédelmi és vízügyi miniszter 22/2005. (VIII. 31.) KvVM rendelete szerint a Duna–Ipoly Nemzeti Park Igazgatóság működési területén, a Gerecse hegységben található Keselő-hegyi 11. sz. barlang a felügyelőség engedélyével látogatható.
A Duna–Ipoly Nemzeti Park Igazgatóság működési területén, a Gerecse hegységben elhelyezkedő és 4610/10 kataszteri számú Keselő-hegyi 11. sz. barlang, 2006. február 28-tól, a környezetvédelmi és vízügyi miniszter 8/2006. KvVM utasítása szerint, megkülönböztetett védelmet igénylő barlang. 2007. március 8-tól a környezetvédelmi és vízügyi miniszter 3/2007. (I. 22.) KvVM rendelete szerint a Duna–Ipoly Nemzeti Park Igazgatóság működési területén lévő Gerecse hegységben elhelyezkedő Keselő-hegyi 11. sz. barlang az igazgatóság engedélyével tekinthető meg.
A Juhász Márton által írt, 2007-ben megjelent tanulmányban az olvasható, hogy a Tatabányán (Komárom-Esztergom megye) elhelyezkedő Keselő-hegyi 11.sz. barlang közhiteles barlangnyilvántartási száma 4610-10, UTM-kódja CT07D4. A barlang 183,5 m hosszú és 69 m mély. A barlangban a Gerecse Barlangkutató és Természetvédő Egyesület 1986 és 2006 között 12 téli, 3 tavaszi, 7 nyári és 8 őszi (összesen 30) denevér-megfigyelést végzett, amelyek közül 10 téli, 2 tavaszi, 1 nyári és 5 őszi (összesen 18) volt pozitív.
| Dátum                | Rhin. hip. | Rhin. fer. | Myo. nat. | Myo. myo. | Ept. ser. | indet sp. |
| -------------------- | ---------- | ---------- | --------- | --------- | --------- | --------- |
| 1986. augusztus 3.   | –          | –          | –         | –         | –         | 1         |
| 1988. január 23.     | 8          | –          | –         | –         | –         | –         |
| 1990. december 28.   | 20         | –          | –         | –         | –         | –         |
| 1991. szeptember 21. | 2          | 3          | –         | –         | –         | –         |
| 1993. szeptember 16. | –          | –          | –         | –         | –         | 6         |
| 1998. február 5.     | 12         | –          | –         | –         | –         | –         |
| 1998. november 15.   | 20         | –          | –         | –         | 1         | 1         |
| 1999. január 23.     | 27         | –          | –         | 1         | –         | –         |
| 1999. április 24.    | 2          | –          | –         | –         | –         | –         |
| 1999. november 27.   | 16         | –          | –         | –         | –         | –         |
| 2000. március 25.    | 3          | –          | –         | –         | –         | –         |
| 2000. december 29.   | 4          | –          | –         | –         | –         | –         |
| 2001. február 18.    | 13         | –          | 1         | –         | –         | –         |
| 2001. december 29.   | 8          | –          | 1         | –         | –         | –         |
| 2002. december 30.   | 6          | –          | –         | –         | –         | –         |
| 2003. december 27.   | 5          | –          | –         | –         | –         | –         |
| 2004. október 3.     | 2          | –          | –         | –         | –         | 1         |
| 2006. február 11.    | 11         | –          | –         | –         | –         | –         |

A Duna–Ipoly Nemzeti Park Igazgatóság működési területén lévő és 4610-10 kataszteri számú Keselő-hegyi 11. sz. barlang, 2012. február 25-től, a vidékfejlesztési miniszter 4/2012. (II. 24.) VM utasítása szerint, megkülönböztetetten védett barlang. 2013. július 19-től a vidékfejlesztési miniszter 58/2013. (VII. 11.) VM rendelete szerint a Keselő-hegyi 11. sz. barlang (Gerecse hegység, Duna–Ipoly Nemzeti Park Igazgatóság működési területe) az igazgatóság hozzájárulásával látogatható. A 2015. évi MKBT Tájékoztatóban publikált, Juhász Mártonról szóló nekrológban meg van említve a barlang, amely Juhász Márton nélkül nem lett volna feltárva. 2021. május 10-től az agrárminiszter 17/2021. (IV. 9.) AM rendelete szerint a Keselő-hegyi 11. sz. barlang (Gerecse hegység, Duna–Ipoly Nemzeti Park Igazgatóság működési területe) az igazgatóság engedélyével látogatható. A 13/1998. (V. 6.) KTM rendelet egyidejűleg hatályát veszti.

## Denevér-megfigyelések
| \| Dátum \| Rhin. hip. \| Rhin. fer. \| Myo. nat. \| Myo. myo. \| Ept. ser. \| indet sp. \| \| -------------------- \| ---------- \| ---------- \| --------- \| --------- \| --------- \| --------- \| \| 1986. augusztus 3. \| – \| – \| – \| – \| – \| 1 \| \| 1988. január 23. \| 8 \| – \| – \| – \| – \| – \| \| 1990. július 20. \| – \| – \| – \| – \| – \| – \| \| 1990. december 28. \| 20 \| – \| – \| – \| – \| – \| \| 1991. február 10. \| – \| – \| – \| – \| – \| – \| \| 1991. szeptember 21. \| 2 \| 3 \| – \| – \| – \| – \| \| 1993. szeptember 16. \| – \| – \| – \| – \| – \| 6 \| \| 1998. február 5. \| 12 \| – \| – \| – \| – \| – \| \| 1998. november 15. \| 20 \| – \| – \| – \| 1 \| 1 \| \| 1999. január 23. \| 27 \| – \| – \| 1 \| – \| – \| \| 1999. április 24. \| 2 \| – \| – \| – \| – \| – \| \| 1999. november 27. \| 16 \| – \| – \| – \| – \| – \| \| 2000. március 25. \| 3 \| – \| – \| – \| – \| – \| \| 2000. december 29. \| 4 \| – \| – \| – \| – \| – \| \| 2001. február 18. \| 13 \| – \| 1 \| – \| – \| – \| \| 2001. június 24. \| – \| – \| – \| – \| – \| – \| \| 2001. október 7. \| – \| – \| – \| – \| – \| – \| \| 2001. december 29. \| 8 \| – \| 1 \| – \| – \| – \| \| 2002. június 23. \| – \| – \| – \| – \| – \| – \| \| 2002. december 30. \| 6 \| – \| – \| – \| – \| – \| \| 2003. június 22. \| – \| – \| – \| – \| – \| – \| \| 2003. december 27. \| 5 \| – \| – \| – \| – \| – \| \| 2004. október 3. \| 2 \| – \| – \| – \| – \| 1 \| \| 2004. november 6. \| – \| – \| – \| – \| – \| – \| \| 2006. február 11. \| 11 \| – \| – \| – \| – \| – \| \| 2006. április 29. \| – \| – \| – \| – \| – \| – \| \| 2006. június 30. \| – \| – \| – \| – \| – \| – \| \| 2006. október 28. \| – \| – \| – \| – \| – \| – \| \| 2007. február 4. \| – \| – \| – \| – \| – \| 16 \| \| 2009. január 31. \| 8 \| – \| – \| – \| – \| – \| \| 2009. június 28. \| – \| – \| – \| – \| – \| – \| \| 2011. június 30. \| – \| – \| – \| – \| – \| – \| \| 2011. december 30. \| 12 \| – \| – \| – \| – \| – \| \| 2012. június 30. \| – \| – \| – \| – \| – \| – \| \| 2012. szeptember 16. \| – \| – \| – \| – \| – \| – \| \| 2013. június 30. \| – \| – \| – \| – \| – \| – \| \| 2013. szeptember 28. \| – \| – \| – \| – \| – \| – \| \| 2014. március 30. \| 3 \| – \| – \| – \| – \| – \| \| 2014. december 28. \| 26 \| – \| – \| 1 \| – \| – \| |            |            |           |           |           |           |
| Dátum | Rhin. hip. | Rhin. fer. | Myo. nat. | Myo. myo. | Ept. ser. | indet sp. |
| 1986. augusztus 3. | –          | –          | –         | –         | –         | 1         |
| 1988. január 23. | 8          | –          | –         | –         | –         | –         |
| 1990. július 20. | –          | –          | –         | –         | –         | –         |
| 1990. december 28. | 20         | –          | –         | –         | –         | –         |
| 1991. február 10. | –          | –          | –         | –         | –         | –         |
| 1991. szeptember 21. | 2          | 3          | –         | –         | –         | –         |
| 1993. szeptember 16. | –          | –          | –         | –         | –         | 6         |
| 1998. február 5. | 12         | –          | –         | –         | –         | –         |
| 1998. november 15. | 20         | –          | –         | –         | 1         | 1         |
| 1999. január 23. | 27         | –          | –         | 1         | –         | –         |
| 1999. április 24. | 2          | –          | –         | –         | –         | –         |
| 1999. november 27. | 16         | –          | –         | –         | –         | –         |
| 2000. március 25. | 3          | –          | –         | –         | –         | –         |
| 2000. december 29. | 4          | –          | –         | –         | –         | –         |
| 2001. február 18. | 13         | –          | 1         | –         | –         | –         |
| 2001. június 24. | –          | –          | –         | –         | –         | –         |
| 2001. október 7. | –          | –          | –         | –         | –         | –         |
| 2001. december 29. | 8          | –          | 1         | –         | –         | –         |
| 2002. június 23. | –          | –          | –         | –         | –         | –         |
| 2002. december 30. | 6          | –          | –         | –         | –         | –         |
| 2003. június 22. | –          | –          | –         | –         | –         | –         |
| 2003. december 27. | 5          | –          | –         | –         | –         | –         |
| 2004. október 3. | 2          | –          | –         | –         | –         | 1         |
| 2004. november 6. | –          | –          | –         | –         | –         | –         |
| 2006. február 11. | 11         | –          | –         | –         | –         | –         |
| 2006. április 29. | –          | –          | –         | –         | –         | –         |
| 2006. június 30. | –          | –          | –         | –         | –         | –         |
| 2006. október 28. | –          | –          | –         | –         | –         | –         |
| 2007. február 4. | –          | –          | –         | –         | –         | 16        |
| 2009. január 31. | 8          | –          | –         | –         | –         | –         |
| 2009. június 28. | –          | –          | –         | –         | –         | –         |
| 2011. június 30. | –          | –          | –         | –         | –         | –         |
| 2011. december 30. | 12         | –          | –         | –         | –         | –         |
| 2012. június 30. | –          | –          | –         | –         | –         | –         |
| 2012. szeptember 16. | –          | –          | –         | –         | –         | –         |
| 2013. június 30. | –          | –          | –         | –         | –         | –         |
| 2013. szeptember 28. | –          | –          | –         | –         | –         | –         |
| 2014. március 30. | 3          | –          | –         | –         | –         | –         |
| 2014. december 28. | 26         | –          | –         | 1         | –         | –         |